# Zdobione domy wiejskie w Hälsinglandzie
Zdobione domy wiejskie w Hälsinglandzie (szw. Hälsingegårdar) – zespół siedmiu drewnianych XIX‑wiecznych wiejskich domów znajdujących się w krainie historycznej (landskap) Hälsingland, w regionie administracyjnym (län) Gävleborg, w środkowo-wschodniej Szwecji.
Budynki charakteryzują się bogato zdobionymi pomieszczeniami, które używane były niegdyś do celów ceremonialnych i świadczyły o zamożności i statusie społecznym dawnych gospodarzy. W 2012 roku wpisane zostały na listę światowego dziedzictwa UNESCO.

## Charakterystyka

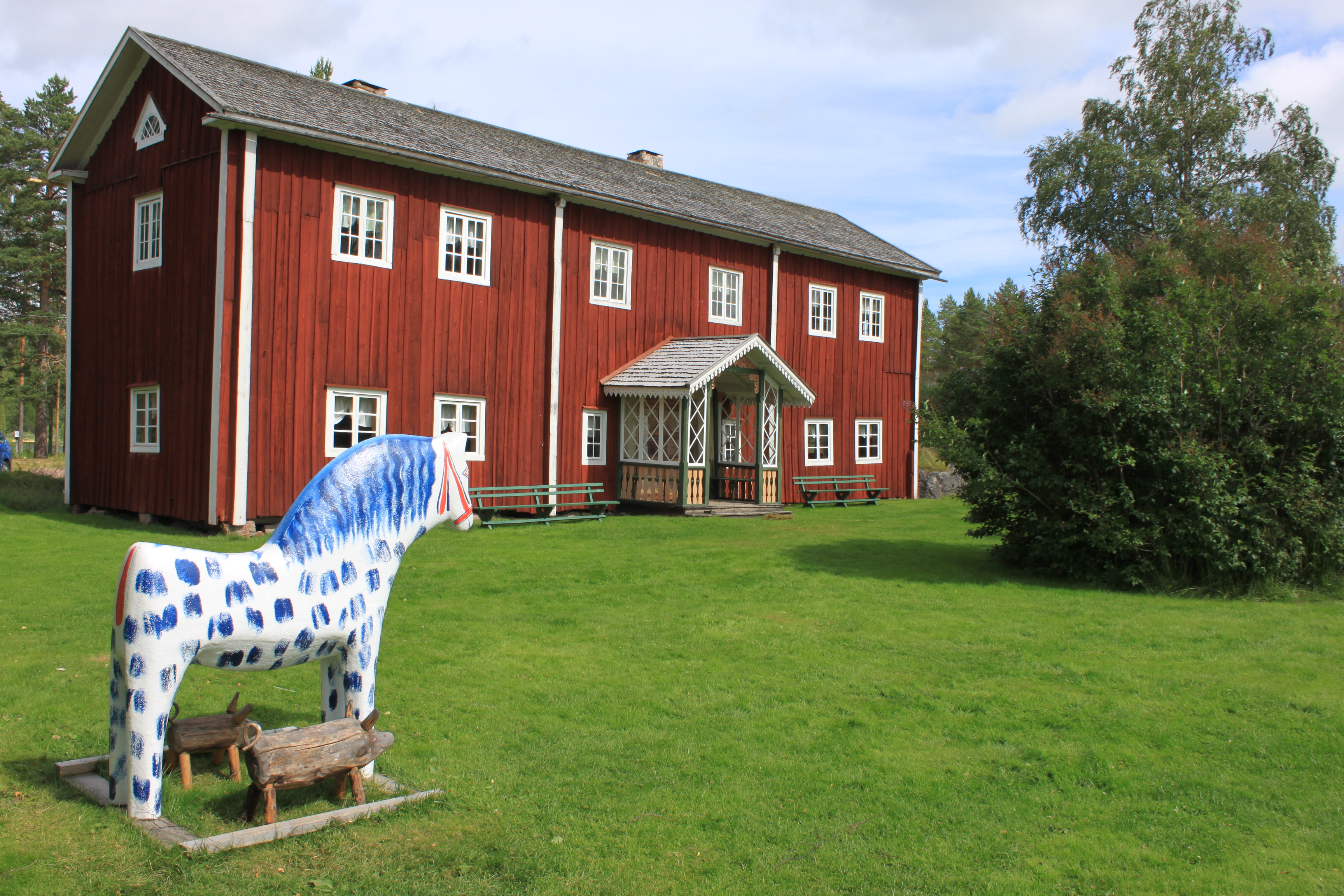
Zdobiony dom Bortom åa, przed wejściem stoi konik z Dalarny (2012)

W krainie historycznej Hälsingland, położonej pośród tajgi w środkowo-wschodniej Szwecji, nad Zatoką Botnicką, tradycja wznoszenia drewnianych gospodarstw sięga średniowiecza. Lokalni gospodarze w szczytowym okresie prosperity miejscowego rolnictwa w XVIII i XIX wieku wykorzystywali zyski z handlu lnem i drewnem do wznoszenia okazałych domów o bogato zdobionych wnętrzach, których powstało łącznie ponad tysiąc. Były one budowane w żyznych dolinach rzecznych, a ich charakterystyczną cechą było tworzenie specjalnych pomieszczeń przeznaczonych na różnego rodzaju spotkania czy uroczystości, które przez większość roku były rzadko używane i często znajdowały się w odrębnych budynkach zwanych Herrstuga. W każdym gospodarstwie znajdowało się po kilka takich pomieszczeń (czasem nawet powyżej dziesięciu), które pełniły różne funkcje i cechowały się różnym poziomem ważności, czego wyrazem były odmienne motywy i zdobienia.

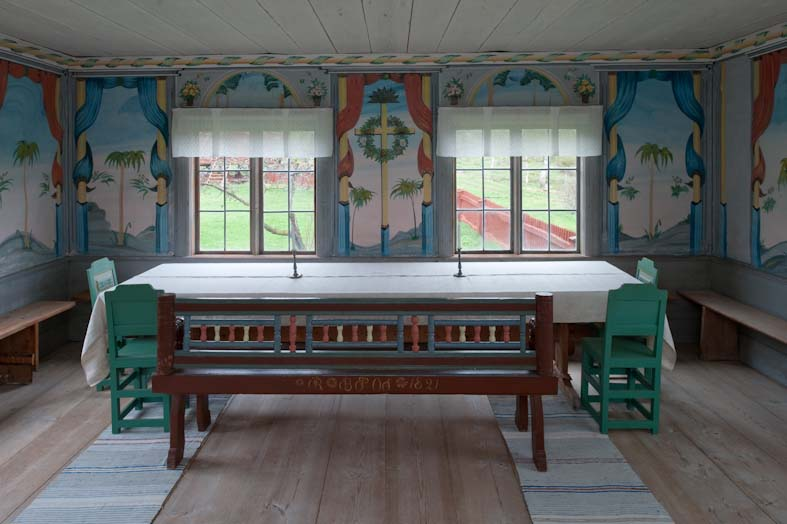
Jedno z pomieszczeń w domu Kristofers (2010)

Wnętrza pokoi były wykwitnie dekorowane, co było świadectwem zamożności danego chłopa. Za zdobienia odpowiedzialni byli najczęściej lokalni artyści z Hälsinglandu, jak również wędrowni malarze z sąsiedniej Dalarny. Dekoracje mają formę malowanych na tkaninie lub papierze tapet, utrzymanych w charakterystycznym stylu znanym jako dalmålning, a także namalowane są bezpośrednio na drewnie. Malowidła stanowią połączenie miejscowej sztuki ludowej oraz preferowanych przez ówczesne szwedzkie ziemiaństwo stylów, takich jak barok, rokoko oraz styl gustawiański. Motywy dzieł były głównie biblijne, jednak postacie na obrazach przedstawiane były w XIX‑wiecznych strojach. Szczytowy okres wykonywania technik zdobniczych zastosowanych w domach w Hälsinglandzie przypada na lata 1800–1870.

### Części składowe wpisu

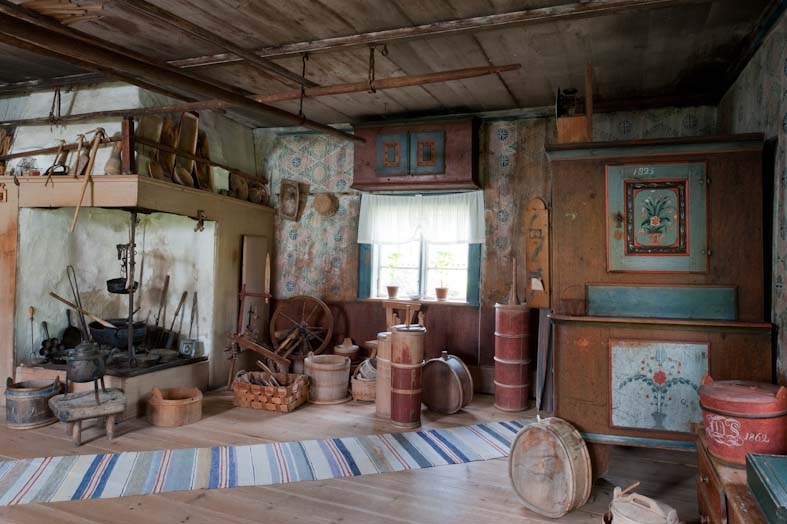
Izba w domu Bortom åa (2010)

W wyniku przeprowadzonej w latach 2002–2004 inwentaryzacji wytypowano siedem najlepiej zachowanych i najbardziej reprezentatywnych domów wiejskich. W każdym znajduje się od czterech do dziesięciu zdobionych pomieszczeń przeznaczonych na specjalne okazje. Wpisane na listę światowego dziedzictwa UNESCO zostały następujące domy:
| Nr identyfikacyjny | Nazwa       | Tätort   | Gmina     | Współrzędne                               | Obszar (w ha) | Strefa buforowa (w ha) |
| ------------------ | ----------- | -------- | --------- | ----------------------------------------- | ------------- | ---------------------- |
| 1282-001           | Kristofers  | Järvsö   | Ljusdal   | 61°42′26″N 16°11′45″E/61,707222 16,195833 | 0,86          | 47,74                  |
| 1282-002           | Gästgivars  | Arbrå    | Bollnäs   | 61°31′56″N 16°22′04″E/61,532222 16,367778 | 0,75          | 116,30                 |
| 1282-003           | Pallars     | Alfta    | Ovanåker  | 61°23′53″N 16°02′45″E/61,398056 16,045833 | 2,94          | 278,80                 |
| 1282-004           | Jon-Lars    | Alfta    | Ovanåker  | 61°23′24″N 16°03′05″E/61,390000 16,051389 | 1,97          | 278,80                 |
| 1282-005           | Bortom åa   | Los      | Ljusdal   | 61°47′47″N 14°38′04″E/61,796389 14,634444 | 6,36          | 37,91                  |
| 1282-006           | Bommars     | Ljusdal  | Ljusdal   | 61°55′49″N 15°52′40″E/61,930278 15,877778 | 1,72          | 2,98                   |
| 1282-007           | Erik Anders | Söderala | Söderhamn | 61°16′20″N 16°59′36″E/61,272222 16,993333 | 0,24          | 53,04                  |
| Łącznie:           | Łącznie:    | Łącznie: | Łącznie:  | Łącznie:                                  | 14,84         | 536,77                 |

## Galeria

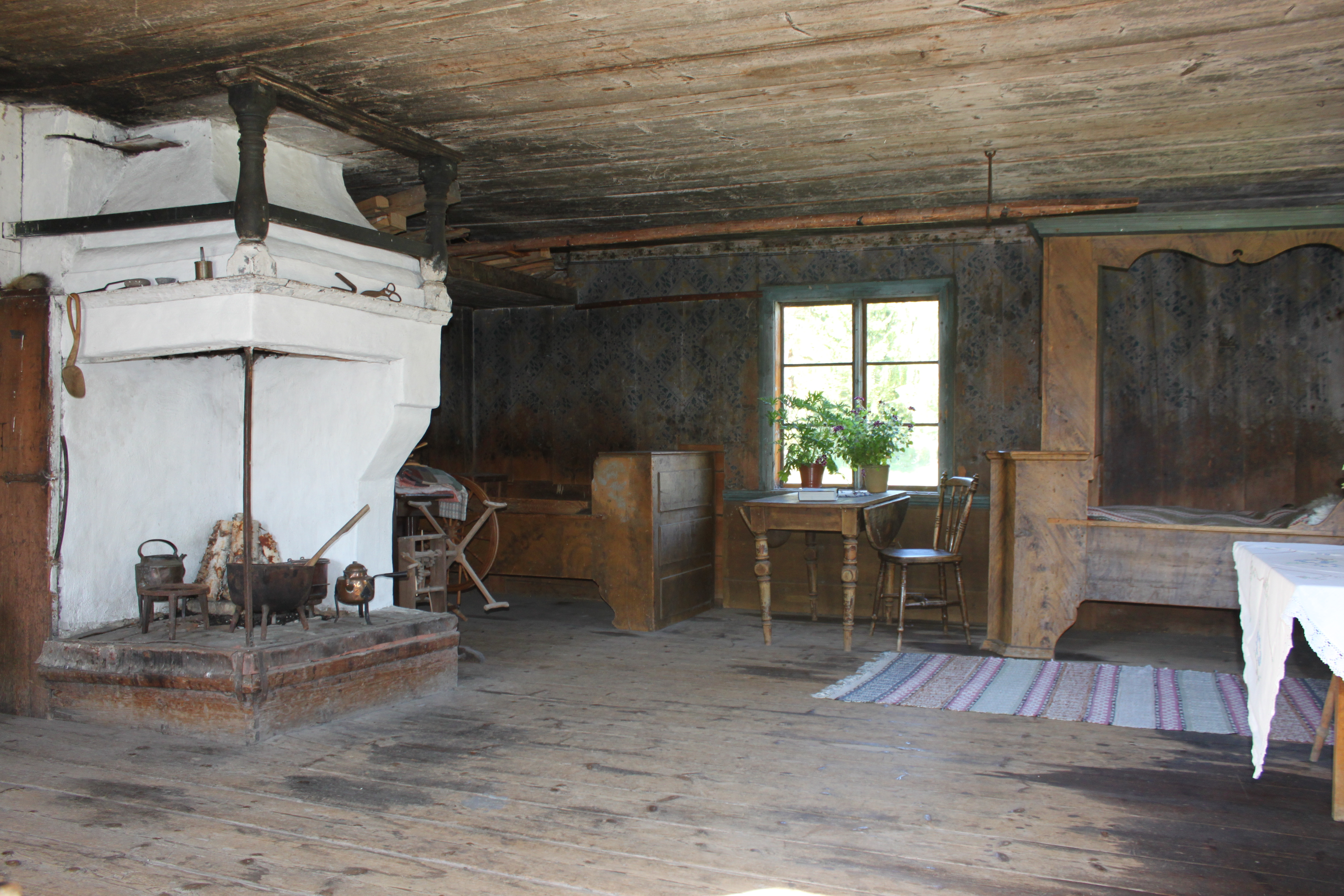
Izba w domu Bommars (2013)
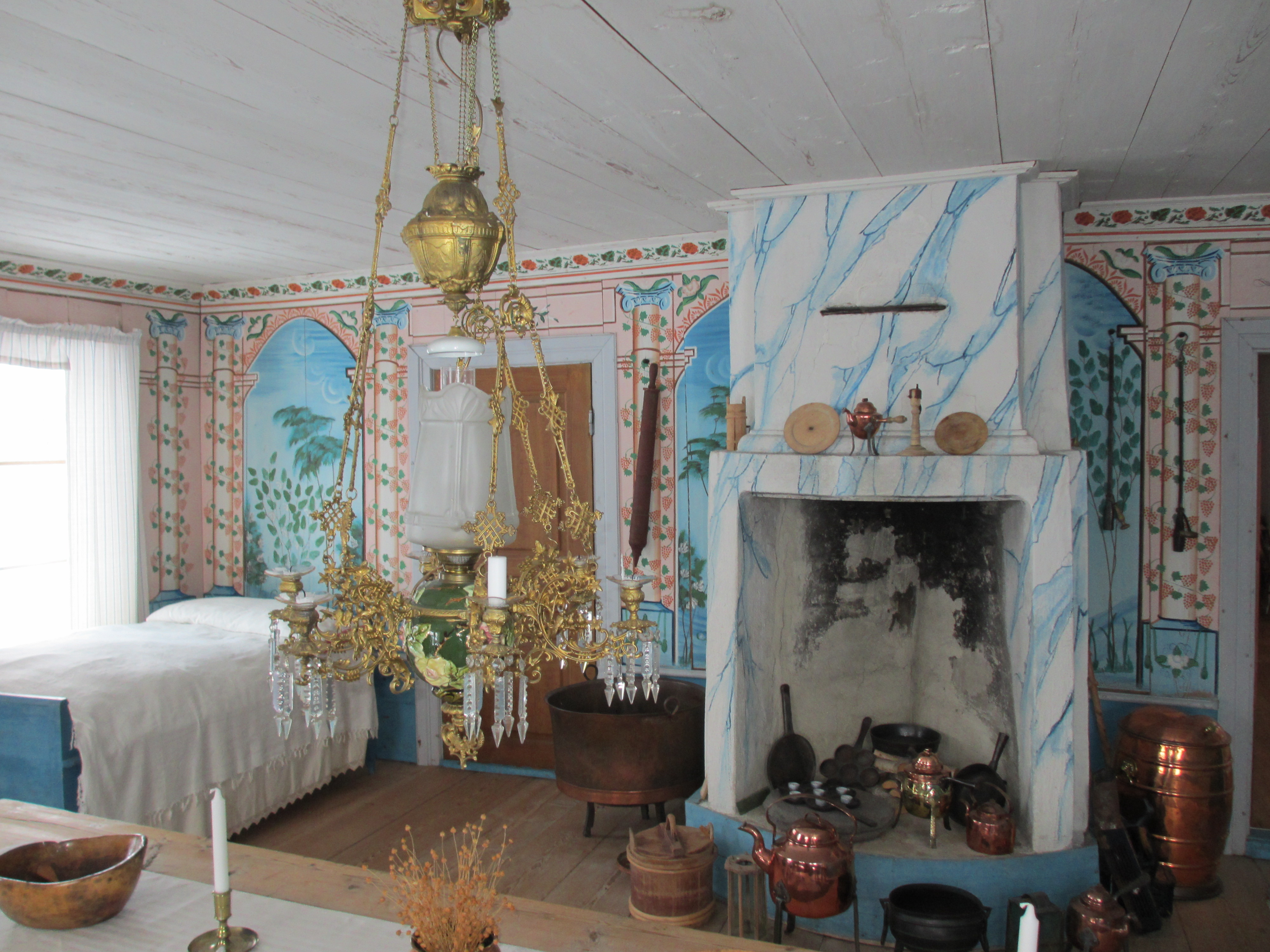
Jeden z pokoi w domu Jon‑Lars (2014)
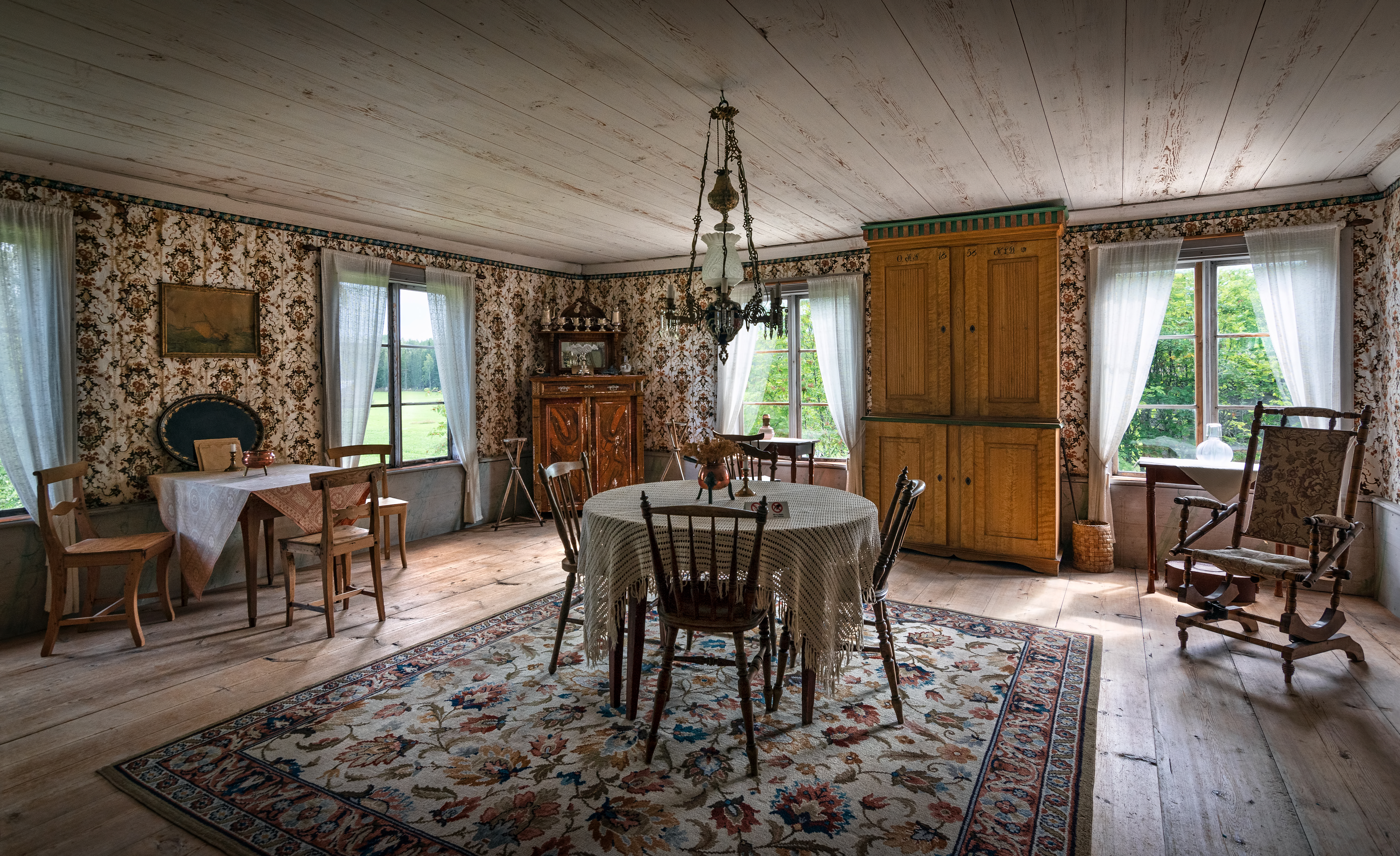
Jeden z pokoi w domu Jon‑Lars (2023)
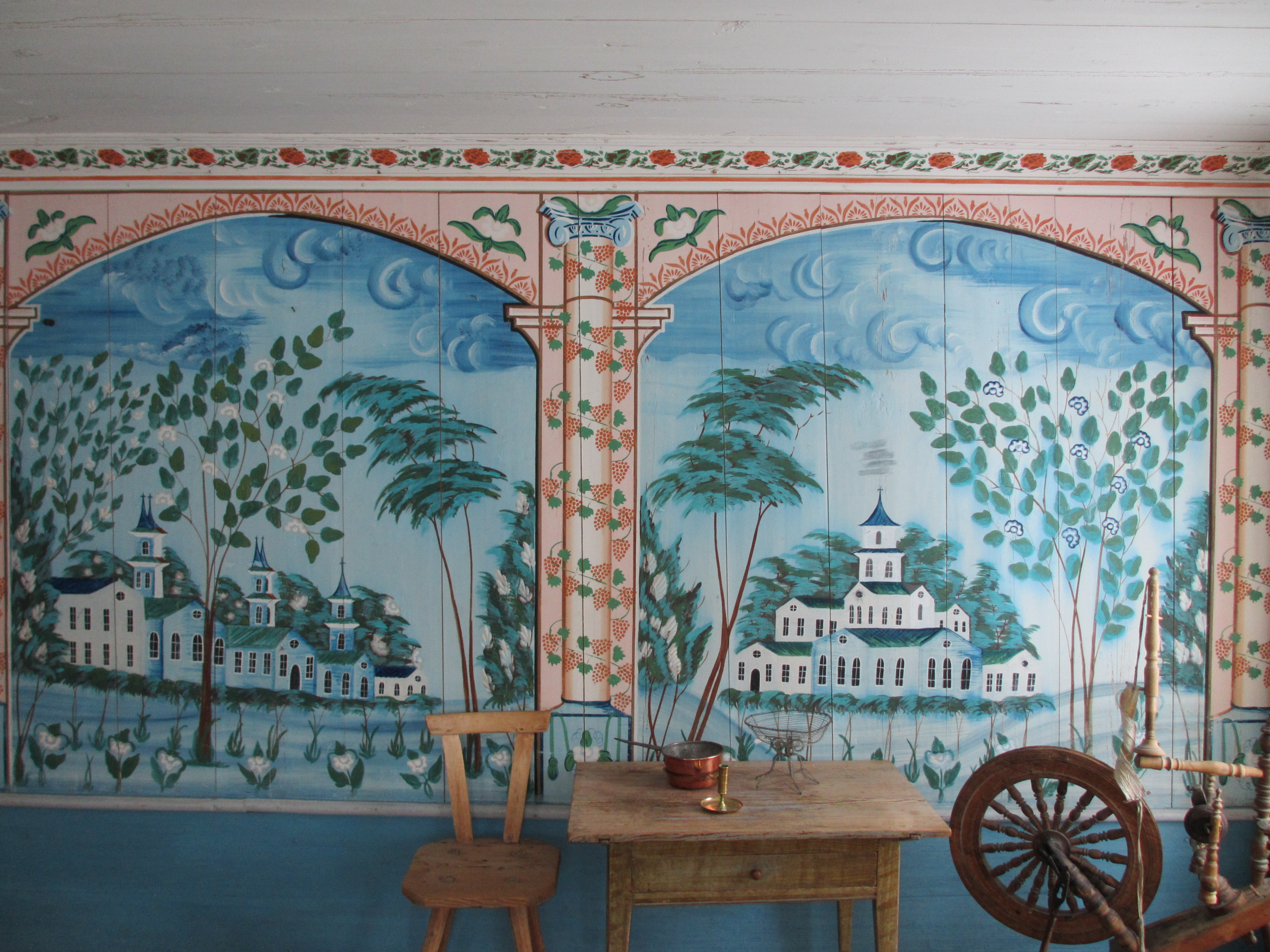
Dekoracje na ścianach w domu Jon‑Lars (2014)
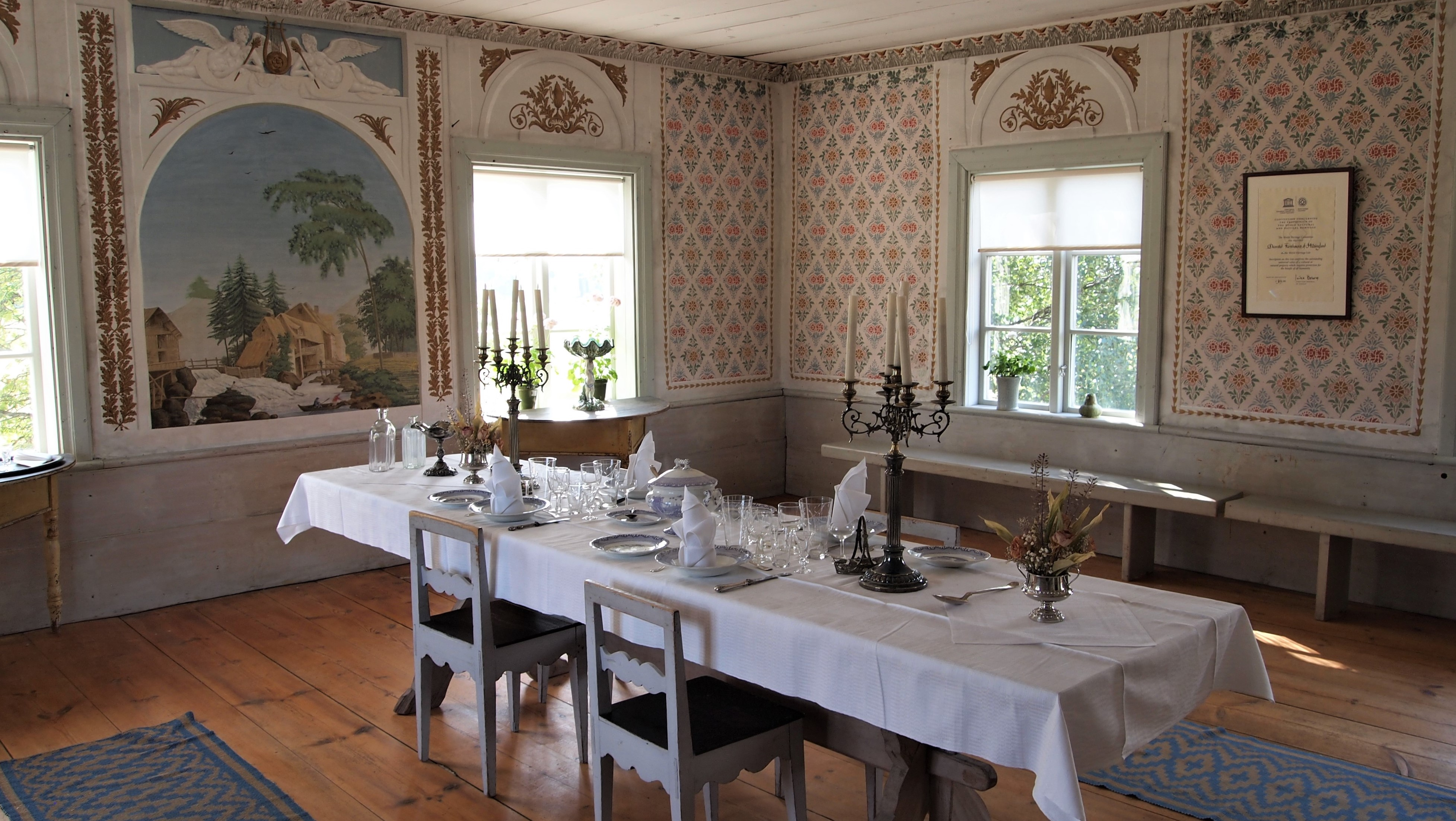
Pokój na piętrze w domu Gästgivars (2019)
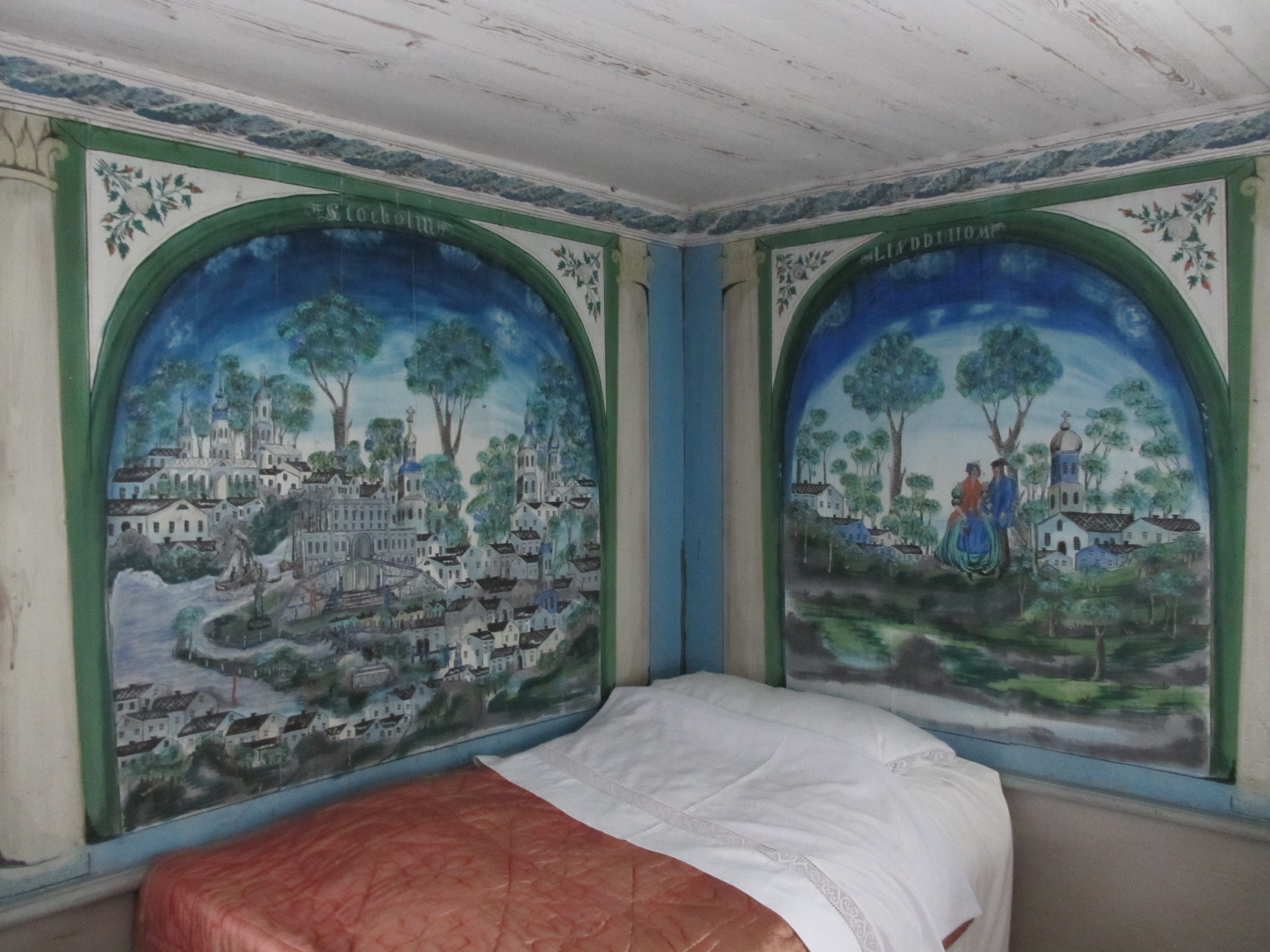
Sypialnia w domu Pallars (2014)
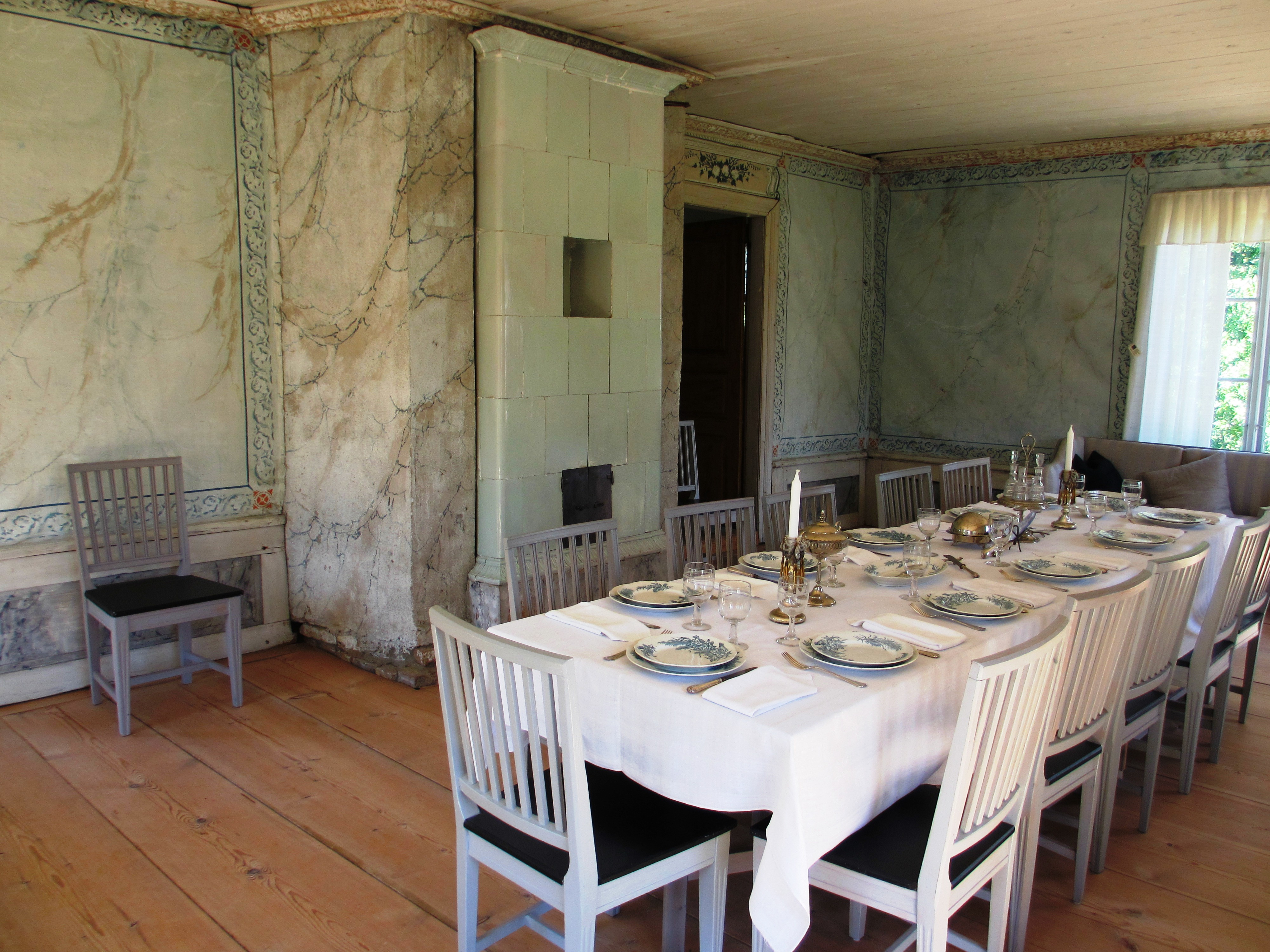
Jadalnia w domu Erik-Anders (2012)
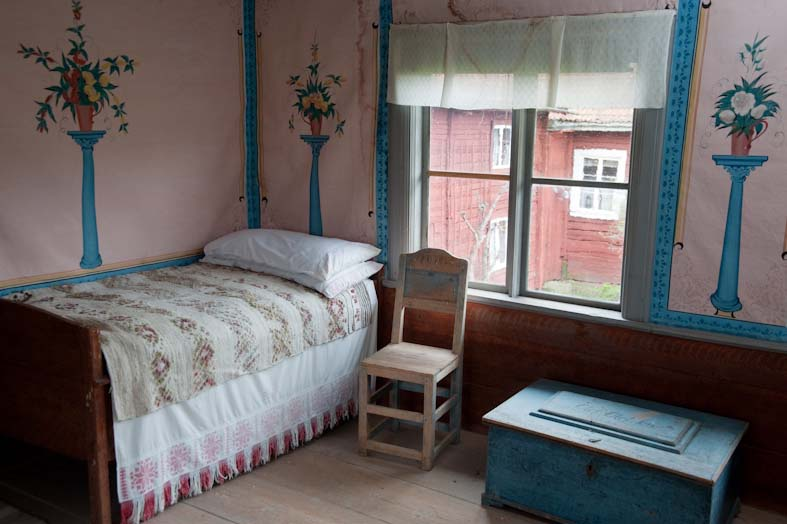
Sypialnia w domu Kristofers (2010)